# 진사도
진사도(陳師道, 1053년 ~ 1101년)는 북송의 시인이다.

## 생애
북송 인종 때 팽성(지금의 장쑤성 쉬저우시)에서 태어났다. 어려서 부친의 임지를 따라 옮겨 다니다 16세 무렵 수도 개봉으로 가서 증공을 만나 지은 문장을 보여 주고 크게 칭찬을 받았다. 25세 때 부친을 여의었고 29세 때 결혼했다. 그는 왕안석의 신법과 신학을 싫어해 과거 시험을 치르지 않았기 때문에 재야인사로서 궁핍한 생활을 했다. 그래서 33세 때 장인이 관직을 받아 촉 지방으로 떠날 때 처자식을 먹여 살릴 수 없어 딸려 보냈으므로 이때 생이별을 읊은 진솔한 시를 많이 지었다. 원우 2년, 35세 때 소식 등의 추천으로 고향인 서주에서 학관의 교수가 된 것이 관직에 들어선 시초다. 원우 5년, 38세 때 영주(지금의 안후이성에 있었음)교수로 이임되었다. 철종이 친정을 시작한 소성 원년부터는 신당이 세력을 얻어 다시 어려움에 처했다. 44세 때 조주의 처가에 가솔을 이끌고 가 의지하다 48세 때 체주교수직을 받았는데 11월에 부임하러 가는 도중에 다시 비서성정자에 제수되어 수도 개봉으로 갔다. 늦게나마 비서성정자가 된 것을 감사히 여기고 달게 봉직했으나 49세가 된 휘종 건중정국 원년 겨울 교사례(郊祀禮) 고대 제왕들이 교외에서 하늘과 땅에 제사 지내던 의례. 싫어하는 사람에게서 얻어 온 털옷을 입지 않고 나가 한질에 걸려 죽었다.